# Skeena (Schiff, 1931)
Die Skeena, auch HMCS Skeena (Kennung: D59/H43/I59), war ein Zerstörer der britischen A-Klasse der kanadischen Marine, der von 1931 bis 1944 in Dienst stand.

## Geschichte
Die spätere Skeena wurde am 14. Oktober 1929 durch John I. Thornycroft & Company im englischen Southampton auf Kiel gelegt. Sie war Teil der ersten Zerstörerklasse der britischen Royal Navy die nach Ende des Ersten Weltkriegs für diese, einschließlich zweier Einheiten für die Royal Canadian Navy, gebaut wurde. Der Stapellauf erfolgte am 10. Oktober 1930 und die Indienststellung am 10. Juni 1931.
Vor Beginn des Zweiten Weltkrieges wurde der Zerstörer an der kanadischen Atlantik- und Pazifikküste eingesetzt. Nachdem der Krieg begonnen hatte, geleitete die Skeena zunächst Konvois, wie den Geleitzug HX 65, auf der Nordatlantikroute. Seit 1940 geschah dies als Teil einer kanadischen Geleitgruppe. Diese übernahmen im Verlauf des Krieges einen immer größeren Teil der Geleitaufgaben. Im Zuge von routinemäßigen Werftaufenthalten wurde für diese Aufgabe die U-Boot-Abwehr- und Flugabwehr-Bewaffnung zulasten der Hauptartillerie und eines Torpedorohrsatzes verstärkt.
Die meisten der Einsätze als Sicherung von Geleitzügen im Atlantik verliefen ereignislos, insbesondere weil die Konvois dank Funkpeilung und Ultra in größtmöglichem Umfang um die festgestellten U-Boot-Aufstellungen herumgeführt werden konnten. Bei einem dieser Geleite gelang es der Skeena am 31. Juli 1942 zusammen mit der kanadischen Korvette Wetaskiwin das deutsche U-Boot U 588 zu versenken.
Im Sommer 1944 lag der Einsatzschwerpunkt dann im Zuge der Landung in der Normandie im Ärmelkanal und in der Biskaya, wo der Zerstörer deutsche U-Boote und Vorpostenboote jagte. In den wiederholten Gefechten gelang es der Flottille, zu der er gehörte, mehrere Vorpostenboote zu versenken. Er wurde dabei allerdings auch einige Male beschädigt.
In den folgenden Monaten wurde die U-Jagd in den Bereich der Island-Färöer-Shetland-Enge verlegt. Dabei suchte der Zerstörer am 25. Oktober 1944 im Hafen von Reykjavík vor einem schweren Sturm Schutz. Als die Anker nicht mehr hielten, strandete die Skeena auf der im Hafenbecken gelegenen Insel Viðey. 15 Besatzungsmitglieder kamen ums Leben. Eine Bergung war nicht möglich, so dass das Schiff an Ort und Stelle abgebrochen wurde.